# Avantbraç
L'avantbraç és una de les quatre porcions en què es divideix el membre superior. L'avantbraç es troba limitat per la seva cara superior amb el braç mitjançant el colze i per la seva cara inferior amb la mà mitjançant l'articulació del canell.

## Ossos
L'esquelet ossi de l'avantbraç està compost per dos ossos llargs: el radi (os extern) i el cúbit (os intern). L'os prim de l'avantbraç és dit canella o canyella del braç.
El radi s'articula amb l'os del braç, l'húmer, i amb el mateix cúbit (ulna), i amb els ossos del carp escafoide i semilunar. El cúbit s'articula únicament amb l'os del braç, l'húmer, i amb el radi.
Està format per l'articulació radiocubital (radioulnar) que consisteix en la unió, per la zona superior i inferior, de l'ulna i el radi. Entre aquests existeix un espai recobert per fibrocartílag molt resistent (sincondrosi). Aquesta articulació permet els moviments de pronació i supinació, on el radi gira entorn del cúbit.

## Músculs
La regió muscular de l'avantbraç està composta per vint músculs, i es divideixen en tres regions musculars: 
- Regió anterior.
- Regió posteroexterna.
- Regió posterior.

### Regió anterior
Conté quatre plànols musculars amb vuit músculs, que són, del més superficial al més profund: 
Primer pla: 
En sentit lateromedial: 
- pronador rodó,
- palmar major, o flexor radial del carp
- palmar menor, o palmar llarg
- múscul cubital anterior

Segon pla: 
- Es troba el flexor comú superficial dels dits, que conté quatre fascicles.

Tercer pla: 
- flexor comú profund dels dits, compost per quatre fascicles;
- flexor llarg del polze.

Quart pla: 
- pronador quadrat.

### Regió posteroexterna
Conté quatre músculs que són, del més superficial al més profund: 
- supinador llarg, o braquioradial,
- extensor radial llarg del carp,
- extensor radial curt del carp,
- supinador curt.

### Regió posterior de l'avantbraç
Conté dos plànols musculars amb un total de vuit músculs.
Plànol superficial
Conté tres músculs. Descrits en sentit lateromedial: 
- extensor comú dels dits, dividit en tres fascicles;
- extensor propi del dit petit;
- cubital posterior.

Plànol profund
Conté cinc músculs. Descrits en sentit lateromedial i anteroposterior: 
- extensor curt del polze,
- abductor llarg del polze,
- extensor llarg del polze,
- extensor propi de l'índex.

En la part superior de l'avantbraç es troba el petit múscul anconal.